# Гергана Червенкова
Гергана Илиева Павлова-Червенкова е българска гражданка, чиято екстрадиция е поискана от САЩ. Наречен „Случаят Червенкова“ е казус от края на 2012 и началото на 2013 г. между САЩ и Република България. Цветан Цветанов обявява от телевизионния екран, че Гергана Червенкова била обявена за издирване от САЩ, а чрез САЩ – и от Интерпол. Случаят предизвиква широк дебат в медиите и обществото и предизвиква граждански протести.

## Обвинения срещу Гергана Червенкова
1. NARCOTICS CONSPIRACY – Конспирация с наркотици (според българския превод);
2. NARCOTICS DISTRIBUTION – Разпространение на наркотици (според българския превод);
3. CONSPIRACY TO MISBRAND – Заговор за неправомерно разпространение на лекарства (според българския превод);
4. MISBRANDING – Неправомерно разпространение на лекарства (според българския превод);
5. MAIL AND WIRE FRAUD CONSPIRACY – Конспирация/заговор, по пощенски и електронен път (според българския превод);
6. MONEY LAUDERING CONSPIRACY – Конспирация/заговор за пране на пари (според българския превод).

## Съдебен процес за екстрадицията на Червенкова в САЩ
По така наречения случай Червенкова са образувани няколко дела за екстрадиция в Софийския градски съд и Софийският апелативен съд.
Делата не са приключени, поради направеното оттегляне на искането от страна на изискващата екстрадицията държава – САЩ. Два дни преди поредното заседание на съда по казуса с екстрадицията на Гергана Червенкова насрочено за 25 юли 2013 г., от посолството на САЩ в България излизат със съобщение:
| „ | Съединените щати са оттеглили искането си за екстрадиция на Г-жа Гергана Илиева Павлова Червенкова. На Червенкова са повдигнати обвинения пред федералния окръжен съд за южен окръг Ню Йорк за федерални престъпления, свързани с наркотици и измама. Искането е оттеглено отчасти поради получаването на нова информация в прокуратурата, а не заради недостатъци в искането според условията на Договора за екстрадиция между Съединените щати и България. Когато е оттеглено искане, Договорът за екстрадиция позволява отправянето на ново искане за екстрадиция на лицето. | “ |

Съгласно чл. 3, т. 1 от Протокол № 4 към Конвенцията за защита правата на човека и основните свободи относно признаването на някои права и свободи, освен вече провъзгласените в Конвенцията и в Протокол № 1, 
| „ | Никой не може да бъде експулсиран по силата на индивидуални или колективни мерки от територията на държавата, на която е гражданин. | “ |

България е ратифицирала Протокол № 4 към Конвенцията и съгласно чл. 5, ал. 4 от Конституцията на Република България тази правна норма като неразделна част от Европейската конвенция за защита правата на човека и основните свободи се ползва с примат над противоречащите ѝ от Договорът за екстрадиция между правителството на Република България и правителството на Съединените американски щати (Ратифициран със закон, приет от XL народно събрание на 23 април 2008 г. – ДВ, бр. 43 от 2008 г. В сила от 21 май 2009 г.)
От юридически гледна точка карусът „Червенкова“ поставя въпроса за вътрешноправното прилагане на Договора за екстрадиция между Република България и правителството на САЩ.
Два дни преди поредното заседание на съда по казуса с екстрадицията на Гергана Червенкова насрочено за 25 юли 2013 г., от посолството на САЩ в България излизат със съобщение:
| „ | Съединените щати са оттеглили искането си за екстрадиция на Г-жа Гергана Илиева Павлова Червенкова. На Червенкова са повдигнати обвинения пред федералния окръжен съд за южен окръг Ню Йорк за федерални престъпления, свързани с наркотици и измама. Искането е оттеглено отчасти поради получаването на нова информация в прокуратурата, а не заради недостатъци в искането според условията на Договора за екстрадиция между Съединените щати и България. Когато е оттеглено искане, Договорът за екстрадиция позволява отправянето на ново искане за екстрадиция на лицето. | “ |

САЩ изрично подчертават, че може да последва ново искане за екстрадиция на лицето.